# Велика Лонка
Велика Лонка (пол. Wielka Łąka) — село в Польщі, у гміні Ковалево-Поморське Ґолюбсько-Добжинського повіту Куявсько-Поморського воєводства.
Населення — 787 осіб (2011).
У 1975-1998 роках село належало до Торунського воєводства.

## Демографія
Демографічна структура станом на 31 березня 2011 року:
|          | Загалом | Допрацездатний вік | Працездатний вік | Постпрацездатний вік |
| -------- | ------- | ------------------ | ---------------- | -------------------- |
| Чоловіки | 395     | 93                 | 268              | 34                   |
| Жінки    | 392     | 75                 | 229              | 88                   |
| Разом    | 787     | 168                | 497              | 122                  |